# Deformația Sprengel
Deformația Sprengel (Scapula elevata, elevație congenitală a scapulei) este o elevație (ridicare) congenitală a scapulei cu rotirea unghiului ei inferior spre coloana vertebrală. Poate fi unilaterală sau bilaterală. Abducția umărului mai sus de 90º este imposibilă. Deformația Sprengel poate fi izolată sau ca o componentă sindromică. Adesea e prezentă și o scolioză, mai rar se asociază cu torticolis. Se asociază frecvent cu sindromul Klippel-Feil. Se întâlnește mai des la fete. Deformația Sprengel e cauzat de eșecul coborârii scapulei pe parcursul dezvoltării fetale din regiunea gâtului spre poziția ei normală aflată în toracele posterior.

Deformația Sprengel a fost numită după chirurgul german Otto Gerhard Karl Sprengel (1852–1915). A fost descrisă prima dată de Moritz Michael Eulenburg (1811-1877) în 1863. Sprengel în 1891 a descris 4 cazuri de deplasare în sus a scapulei.

## Clasificația Internațională a Maladiilor
Clasificația Internațională a Maladiilor (CIM), revizia a 10-a: Q74.0 